# Wing Chun (film)
Pour les articles homonymes, voir Wing Chun (homonymie).

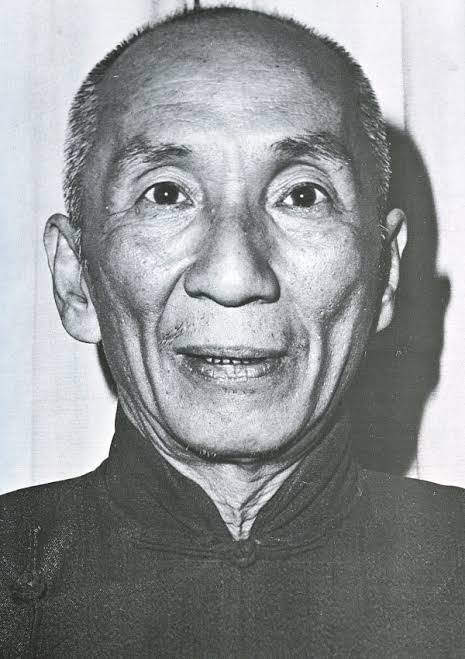
Wing Chun

Wing Chun est un film hongkongais d'arts martiaux réalisé par Yuen Woo-ping en 1994. L'actrice Michelle Yeoh endosse le rôle principal de Yim Wing Chun, personnage légendaire des arts martiaux chinois.

## Distribution
- Michelle Yeoh : Yim Wing-chun
- Donnie Yen : Leung Po-to
- Kingdom Yuen : Abacus Fong
- Catherine Hung : Charmy
- Waise Lee : Scholar Wong
- Norman Chu : Flying Monkey
- Cheng Pei-pei : Wu Mei (Ng Mui en cantonais), maitre de Wing-chun